# Xanrey
Xanrey è un comune francese di 115 abitanti situato nel dipartimento della Mosella nella regione del Grand Est.

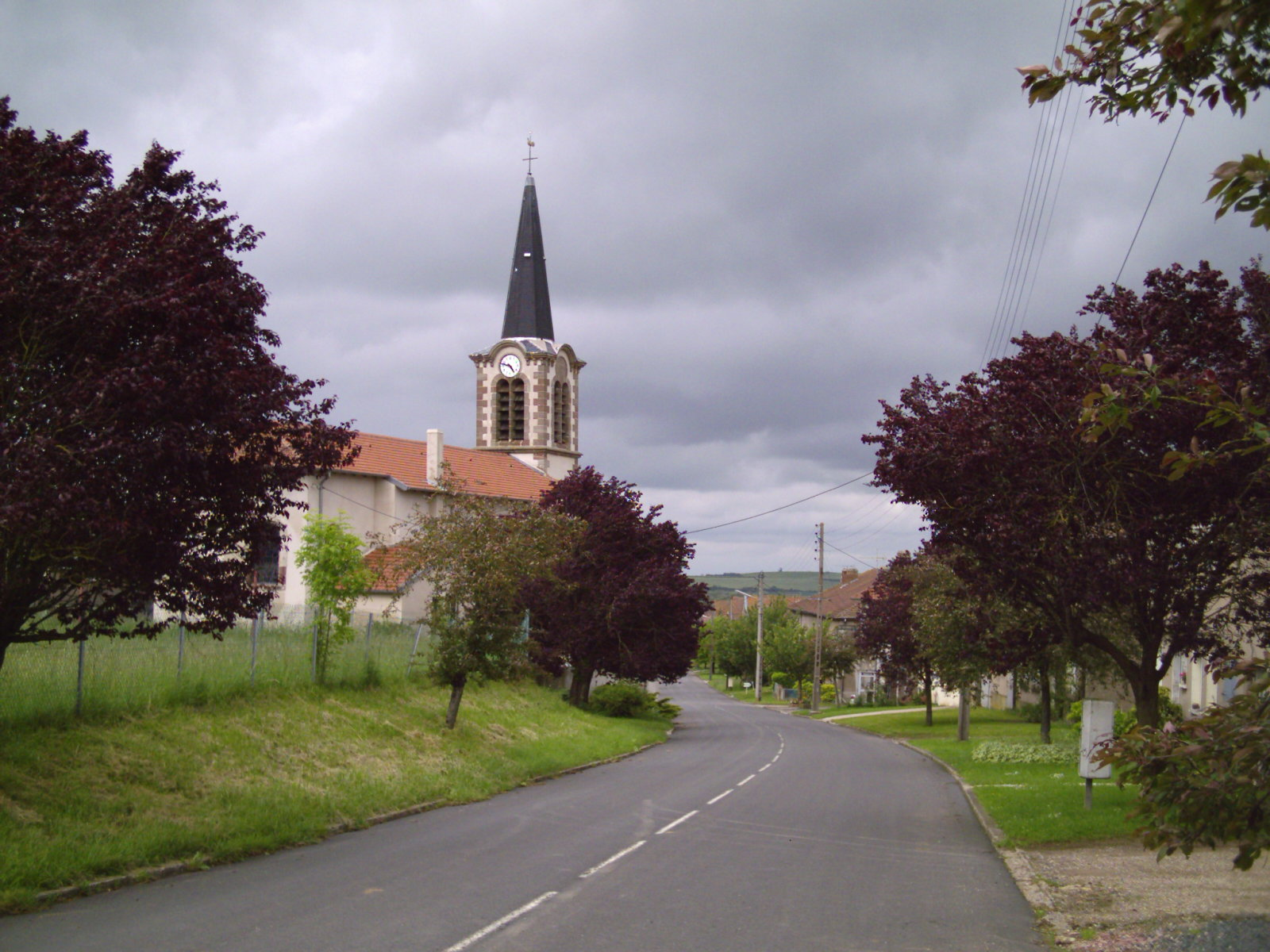
Xanrey

## Storia

### Simboli
L'agnello pasquale è il simbolo della collegiata di Saint-Sauveur di Metz, che possedeva la signoria di Xanrey. La bordura ricorda che il diritto di avvocazia spettava al castellano di Parroy.

## Società

### Evoluzione demografica
Abitanti censiti